# Vành khuyên Myanmar
Zosterops everetti là một loài chim trong họ Zosteropidae.